# Marian Sawa
Marian Sawa (12. ledna 1937, Krasnystaw, Polsko – 27. dubna 2005 Varšava) byl polský skladatel, varhaník, muzikolog a pedagog.

## Životopis
Vysokoškolské studia absolvoval na univerzitě Akademia Muzyczna im. Fryderyka Chopina ve Varšavě ve varhanické třídě Felikse Rączkowského i v skladatelské třídě Kazimierze Sikorského. Jako hudební pedagog pracoval ve varšavských školách na střední i vyšší úrovni: ve Sdružení státních hudebních škol Josefa Elsnera, Karola Szymanowského, Akademie múzických umění F. Chopina (Akademia Muzyczna im. F. Chopina) a také na Univerzitě Kardinála Stefana Wyszyńského (Uniwersytet Kardynała Stefana Wyszyńskiego) specializující se teoretickou i praktickou muzikologií.
Koncertoval jako sólista i s doprovodem v zemích EU (např.: Francie, Anglie, Německo) a Rusku. Nejvíce koncertoval ve svém rodném Polsku. Nahrál řadu desek LP i CD pro producenty jakými například jsou: Polskie Nagrania, Polskie Nagrania Edition, Veriton, Polonia Records, Arston, DUX, Acte Prealable.
Marian Sawa je držitelem mnoha skladatelských ocenění, například ocenění na konkurzu mladých skladatelů ZKP za dílo Assemblage pro orchestr, dvou státních vyznamenání – ocenění od ministra kultury (Minister Kultury i Sztuki) a ministra školství (Minister Edukacji Narodowej).

## Dílo
Dílo Mariana Sawy obsahuje okolo tisíce skladeb - díla instrumentální, vokální a vokálně-instrumentální. Známý je převážně jako autor hudby varhanní (mj. pět koncertů pro varhany a orchestr, sonáty, fantazie, preludia, toccaty a passacaglie). Mnoho jeho děl vychází z inspirace náboženstvím (četné hudební skladby pro smíšený sbor a mužskou a-cappellu, velké formy oratorijně-kantátové, například Via Crucis, Missa Claromontana, několik forem „Magnificat i Stabat Mater“). Ve své hudbě často navazoval na gregoriánský chorál, polské kostelní písně a polský folklór, často tyto prvky spojoval v jedné skladbě.
Skladby Mariana Sawy byly zaznamenány na více než čtyřiceti CD, mj. vydavatelstvími Acte Prealable a Musica Scara Edition. Jeho dílo na varhanech vykonávali: Andrzej Chorosińský, Joachim Grubich, Marietta Kruzel-Sosnowská, Józef Serafin, Jan Szypowski, Irena Wiseła-Cieślar.
V roce 2006 při příležitosti prvního výročí smrti skladatele vznikl spolek: Towarzystwo im. Mariana Sawy, jehož cílem je propagování umělcova díla, publikování jeho děl, organizování koncertů a festivalů věnovaných jeho tvorbě.
Po smrti skladatele jsou majiteli díla jeho děti Radosław a Alexandra Sawa, kteří spolupracují se spolkem.